# Белоштентова, Нина Николаевна
Нина Николаевна Белоштентова (2 апреля 1930 — 26 ноября 2012) — советский, российский педагог. Народный учитель СССР (1982).

## Биография
Нина Белоштентова родилась 2 апреля 1930 года в хуторе Коврино Пролетарского района Ростовской области. 
Училась в Конзаводской средней школе № 3 Зерноградского района, которую окончила в 1948 году. В школе её увлекала математика и стрельба из винтовки, она становилась не один раз чемпионкой района по пулевой стрельбе. 
В 1955 году окончила Ростовский педагогический институт. 
В 1959 году вместе с мужем поехала работать в Красноармейскую среднюю школу Орловского района Ростовской области. С 1959 по 1995 год работала в этой школе учителем истории и обществоведения.
Работала со студентами Ростовского педагогического института, проходившими у неё практику. Ростовским областным институтом усовершенствования учителей был обобщён многолетний опыт её работы, представлялся на Всесоюзной выставке достижений народного хозяйства.
Участвовала в мероприятиях всесоюзного значения: педагогических чтениях в 1968 и 1979 году, съезде общества «Знание» — 1982, конференции ветеранов войны и труда — 1986 год, конференции женщин — 1987, съезде работников народного образования в 1988 году.
В 1985 году выступала с речью на совещании по реализации реформы школы, конференции учителей — 1985, на восемнадцатом съезде профсоюзов (1987).
В 1982—1987 годах — депутат сельского, районного советов, Ростовского областного совета народных депутатов. Помогала молодым коллегам и в школе, и в районе, а односельчанам — как депутат областного Совета. 
Была награждена за свой труд более ста грамотами разного уровня.
Скончалась 26 ноября 2012 года.

## Награды и звания
- Народный учитель СССР (1982)
- Орден Ленина (1976)
- Орден «Знак Почёта» (1966)
- Медаль «За доблестный труд в Великой Отечественной войне 1941—1945 гг.» (1994)
- Юбилейная медаль «50 лет Победы в Великой Отечественной войне 1941—1945 гг.» (1995)
- Юбилейная медаль «60 лет Победы в Великой Отечественной войне 1941—1945 гг.» (2005)
- Медаль «Ветеран труда» (1987)
- Значок «Отличник народного просвещения РСФСР» (1972)
- «Учитель-методист» (1978)